# Niels Bohr
Niels Henrik David Bohr (7. října 1885 Kodaň – 18. listopadu 1962 Kodaň) byl dánský myslitel, filantrop a vědec působící především v oblasti atomové a jaderné fyziky. Nobelova cena za fyziku (za výzkum struktury atomů a jejich záření) mu byla udělena roku 1922.

## Život
Niels Bohr se narodil v Kodani do kultivované a intelektuálně založené rodiny se třemi dětmi. Jeho otec Christian Bohr byl profesorem fyziologie na kodaňské univerzitě a také fotbalovým trenérem. Své dva syny vedl ke vzdělání i ke sportu. Nielsův mladší bratr Harald se stal uznávaným matematikem a byl členem reprezentačního fotbalového týmu. Nejstarší ze sourozenců byla Jenifer. Matka Ellen, rozená Adlerová, pocházela z bohaté rodiny židovského bankéře.
Niels Bohr v letech 1903–1911 studoval na kodaňské univerzitě, nejprve filozofii a matematiku, později se zaměřil na fyziku. Jako student dostal v roce 1907 cenu Královské dánské akademie věd za vyřešení úlohy týkající se povrchového napětí kapalin. Studium ukončil dizertační prací na téma Výzkum elektronové teorie kovů, při jejímž zpracování se Bohr poprvé setkal se závěry německého fyzika Maxe Plancka o kvantové teorii záření. Po získání doktorátu získal stipendium od majitele pivovaru Carlsberg Carla Christiana Jacobsena, aby si doplnil vzdělání v Anglii. Pracoval několik měsíců v Cavendishově laboratoři v Cambridge a od roku 1912 pobýval v na univerzitě v Manchesteru u Ernesta Rutherforda. Zabýval se studiem radioaktivity a své poznatky formuloval v teoretické práci na téma absorpce alfa záření. Přišel také s teorií, že fyzikální a chemické vlastnosti každého prvku je možné popsat jediným celým číslem, které vyjadřuje náboj jádra jako celočíselný násobek elementárního náboje. Na základě Rutherfordova objevu atomového jádra a s využitím Planckovy a Einsteinovy kvantové teorie sestavil teoretický kvantový model atomu vodíku. Své teorie publikoval Bohr v červenci, září a listopadu 1913 ve třech článcích s názvem O konstituci atomů a molekul v časopise Philosophical Magazine.

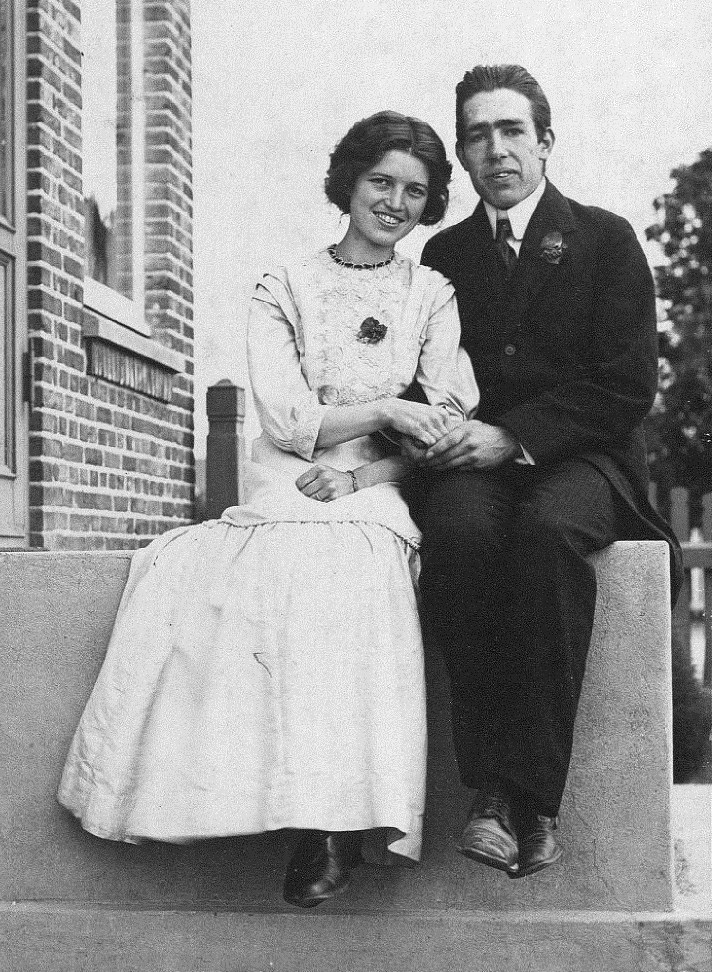
Niels Bohr a Margrethe Nørlund během zásnub, 1910

V roce 1912 se oženil s Margrethe Norlundovou, dcerou lékárníka. V dlouholetém šťastném manželství se jim narodilo 6 synů, dospělého věku se dožili čtyři. Všichni byli úspěšní ve svých povoláních, jeden z nich získal v roce 1975 Nobelovu cenu za fyziku – Aage Bohr. Nielse Bohra pojilo silné přátelství s Ernestem Rutherfordem, proto nejmladšího ze svých synů pojmenoval po svém příteli. Ernest David Bohr se nestal vědcem, ale právníkem a současně úspěšným hráčem pozemního hokeje.
V roce 1916 byl jmenován profesorem teoretické fyziky na univerzitě v Kodani a od roku 1921 vedl nově zřízený Ústav teoretické fyziky, který se mu podařilo vybudovat s velkým osobním nasazením a pomocí nadace Carlsberg. Ústavem prošli téměř všichni významní fyzikové první poloviny 20. století a Kodaň se stala centrem vznikající kvantové fyziky (tzv. kodaňská škola). Její žáci šířili interpretaci kvantové mechaniky založenou na statistickém popisu přírodních jevů. Pro vývoj tohoto oboru moderní fyziky byly důležité Bohrovy myšlenky, známé jako princip korespondence a princip komplementarity, který představil v roce 1927 na Solvayské konferenci o kvantové mechanice v Bruselu. Bohr jako schopný manažer se staral o ekonomický i administrativní chod ústavu, který řídil s přerušením v době války až do své smrti. Z jeho školy vyšli mnozí pozdější nositelé Nobelovy ceny, mezi nimi např. Werner Heisenberg, Wolfgang Pauli, Paul A. M. Dirac, Felix Bloch, Lev Davidovič Landau, Bohrův přítel George de Hevesy a nakonec i Bohrův syn Aage. On sám získal Nobelovu cenu za fyziku za výzkum atomové struktury v roce 1922.
Ve 30. letech se začal více zabývat jadernou fyzikou. Zavedl model složeného jádra a rozvinul tzv. kapkový model atomového jádra. Dále se zabýval také štěpením jádra uranu a souvisejícími procesy. Od roku 1932 obýval Bohr s rodinou bývalou vilu rodiny Jacobsenových, kterou majitelé pivovaru Carlsberg odkázali dánské vědě. Bohrovi zde přijímali význačné světové vědce i politiky. V současné době je vila využívána jako Carlsberská akademie.
Po nástupu Hitlera a zavedení rasových zákonů v Německu vynakládal Bohr mimořádné úsilí na pomoc vědcům ohrožovaným nacismem ať už z rasových nebo politických důvodů. Jeho ústav poskytl útočiště mnohým z nich a stal se přestupní stanicí na cestě do USA či Anglie. Spolu se svým bratrem se zasloužil o vytvoření dánského výboru na podporu vypuzených duševně pracujících a pomáhal jim získat práci. Na žádost svého přítele Max von Laueho uschoval v kodaňském ústavu jeho zlaté medaile (za Nobelovu a Planckovu cenu), protože před válkou byly v Německu zabavovány drahé kovy. Když pak Němci obsadili Dánsko, Bohr s maďarským chemikem Georgem Hevesym medaile rozpustili v lučavce královské a ponechali je v láhvi v tekutém stavu. Po válce pak zlato z roztoku vyloučili a poslali do Stockholmu ke zhotovení nové medaile.

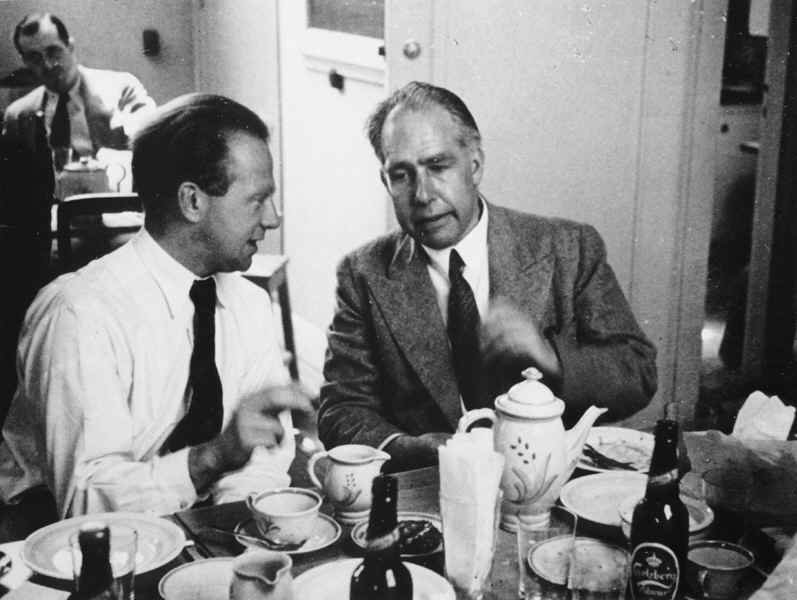
Bohr a Heisenberg během konference v Kodani, 1934

V roce 1939 byl Bohr jmenován prezidentem královské dánské akademie věd a tuto funkci vykonával až do konce života. V r. 1941 došlo v Kodani ke známému setkání Bohra s Heisenbergem, které se stalo předmětem mnoha dohadů a bylo námětem divadelní hry anglického dramatika Michaela Frayna s názvem Kodaň. Událost je z Heisenbergova pohledu popsána také v knize rakouského spisovatele Roberta Jungka Jasnější než tisíc Sluncí, která vyšla v roce 1956. Po okupaci Dánska Bohrovi hrozilo zatčení pro jeho židovský původ. Za dramatických okolností uprchl do neutrálního Švédska, když se spolu s bratrem a svými rodinami přepravili v malé lodi přes průliv Öresund. Ze Švédska byl převezen do Anglie ve stísněném bombovém prostoru britského stíhacího letadla až upadl do bezvědomí. Odtud pokračoval do USA, kde se podílel jako poradce na vývoji atomové bomby. Už během války protestoval proti válečnému zneužití atomové energie u prezidenta Roosevelta a premiéra Winstona Churchilla. Navrhoval jim, aby se na poznatcích o vývoji jaderných zbraní podílel také Sovětský svaz, aby se zamezilo soutěži ve zbrojení. Až do své smrti se angažoval pro mírové využití jaderné energie a přísnou kontrolu zbrojení. Svou představu formuloval již ve svém pamětním spise pro OSN z roku 1950. V roce 1952 se podílel na založení Evropské organizace pro jaderný výzkum (CERN).

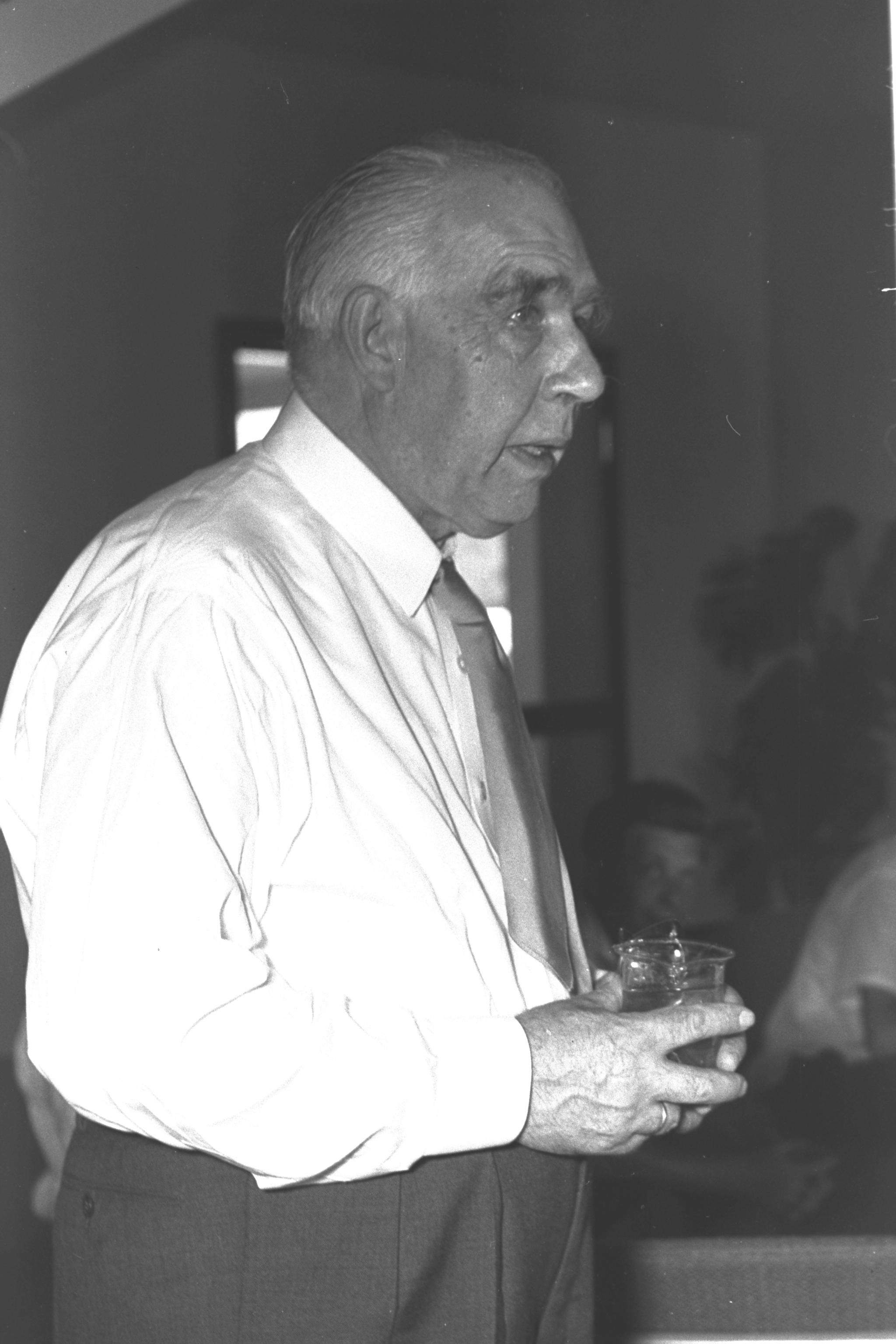
Niels Bohr ve Weizmannově institutu, 1958

Vrátil se do Dánska a pokračoval ve své vědecké i manažerské činnosti v činnosti Ústavu teoretické fyziky. V roce 1947 mu byl udělen nejvyšší dánský rytířský Řád slona. V roce 1955 se vzdal místa profesora fyziky na univerzitě a na jeho místo nastoupil syn Aage. Poslední léta se zabýval značnou měrou vývojem molekulární biologie. Bohr napsal i přednesl mnoho příspěvků k tématům biologie, filosofie, psychologie a gnozeologie. Až do své smrti pokračoval v publikační činností. Nejslavnější jsou publikované Bohrovy fyzikálně-filosofické diskuse s Einsteinem. Další filozoficky zaměřenou publikací je například Unity of Knowledge (Jednota poznání), vydaná roku 1955 v New Yorku. Zemřel na infarkt 18. listopadu 1962 v Kodani. Pochován byl do rodinného hrobu na hřbitově Assistens Kirkegård v kodaňském Nørrebro.
Bohr patřil k nejvýznamnějším a nejrespektovanějším učencům své doby. Byl členem mnoha vědeckých společností a výborů, jak dánských, tak zahraničních. Byl doktorem honoris causa na sedmnácti vysokých školách, například v Cambridgi, Manchesteru, Oxfordu, Paříži, Harvardu. Jeho bysta je před kodaňskou univerzitou. Jeho jménem jsou pojmenovány různé instituce, především Institut teoretické fyziky v Kodani nebo washingtonská Knihovna Nielse Bohra zaměřená na historii fyziky.
Jeho jménem byl nazván silně radioaktivní prvek s protonovým číslem 107 – bohrium (Bh). Je po něm pojmenován i kráter na Měsíci a planetka (3948) Bohr.

## Vědecká činnost

Bohrův model atomu s naznačeným Balmerovým přechodem z n=3 na n=2

V roce 1913 vyvinul Bohr na základě představ Ernesta Rutherforda (model atomu s jádrem) a kvantové hypotézy (energie záření probíhá po určitých "žmolcích", kvantech) Maxe Plancka, již rozvinul dále Albert Einstein, tzv. Bohrův model atomu (první kvantový model atomu). V roce 1918 model rozšířil o princip korespondence (nárok kvantové teorie být racionální generalizací klasické teorie), čímž se mu podařilo svou teorii prosadit (dnes označovaná jako starší kvantová teorie). V roce 1920 založil Ústav teoretické fyziky v Kodani, jehož byl celoživotním ředitelem. Roku 1921 teoreticky vysvětlil periodickou soustavu prvků na základě svého modelu atomu rozšířeného Arnoldem Sommerfeldem.
Roku 1927 ve spolupráci zejména s Wernerem Heisenbergem předběžně ukončili vývoj kvantové teorie vznikem tzv. kodaňské školy či kodaňské interpretace kvantové teorie. Po náročných diskusích na přelomu roku 1926 a 1927 nakonec Heisenberg souhlasil s Bohrovým názorem, že atomové jevy nabývají jak částicových, tak vlnových vlastností, tj. mají duální charakter. S tzv. dualismem přišel na počátku století již Albert Einstein pro záření (světlo) a Louis de Broglie ve dvacátých letech pro hmotu (například elektrony). Heisenberg původně "nesnášel" E. Schrödingerovu vlnovou mechaniku (1926) a Schrödinger naopak "nesnášel" částicové pojetí přírody, tzn. Heisenberg-Born-Jordanovu maticovou mechaniku (1925), Heisenbergovy relace neurčitosti (1927) a M. Bornovu pravděpodobnostní interpretaci vlnové mechaniky (1926), Schrödinger věřil na hmotné vlnění. Kodaňská interpretace zahrnuje též Bohrův princip komplementarity (Bohr pojem princip nepoužíval). Jevy v mikrosvětě jsou neurčité, nelze při jejich pozorování striktně rozlišit a kontrolovat to, co patří na stranu pozorovatele či měřicích přístrojů a co na stranu měřeného jevu či částice (jedná se o nekontrolovatelné interagující systémy). Je proto nutné mikroskopické jevy vysvětlovat nikoli po vzoru klasické fyziky a tradičního subjekt-objektového rozlišení, ale na základě výsledků výlučných experimentů a protikladných nebo neslučitelných popisů, jež se pro vyčerpávající a smysluplný popis zkoumaného jevu musí rovnocenně doplňovat. Bohr tento komplementární epistemologický rámec posléze aplikoval například v psychologii, antropologii, theologii a biologii.
V roce 1935 se začal zabývat jadernou fyzikou. Zavedl model složeného jádra a rozvinul tzv. kapkový model jádra atomu. V roce 1939 spolu s jinými fyziky objevil pro praxi významné procesy štěpení jádra uranu. S Johnem A. Wheelerem o tom napsali významný článek Mechanismus jaderného štěpení, který vyšel v den vypuknutí druhé světové války, 1. září 1939 (Phys. Rev. 56, 426). V letech 1943 až 1945 žil v emigraci v USA, kde byl zapojen do projektu Manhattan.

## Vyznamenání
- rytíř Řádu slona – Dánsko, 17. října 1947 – udělil král Frederik IX., ačkoliv byl řád obvykle určen pouze pro příslušníky královských rodin a hlavy států. Král udělení odůvodnil tak, že nevyznamenává pouze Bohra osobně, ale dánskou vědu obecně.[16][17]
- Pour le Mérite – Německo, 1954[18]
- komtur I. třídy Řádu Dannebrog – Dánsko[18]
- Kříž cti Řádu Dannebrog – Dánsko[18]
- rytíř I. třídy Řádu svatého Olafa – Norsko[18]
- Řád posvátného pokladu II. třídy – Japonsko[18]
- důstojník Řádu čestné legie – Francie[18]